# Palapye
Palapye es una ciudad situada en el Distrito Central, Botsuana.Se encuentra a orillas del río Lotsane. Tiene una población de 37.256 habitantes, según el censo de 2011.
Situado a mitad de camino entre Francistown y Gaborone (240 millas de Gaborone y 170 millas de Francistown). A lo largo de los años, su posición lo ha convertido en una parada importante en las principales rutas norte-sur del sur de África de ferrocarril y carretera.

## Clima
Los meses de verano son de mediados de septiembre a mediados de abril. Los veranos son muy caluroso en Palapye, con temperaturas diurnas que alcanzan hasta 40  °C. Las tormentas eléctricas son abundantes en verano. Los niveles de lluvia alcanzan alcanzan los  300mm anualmente. Los inviernos en Palapye son suaves y secos.